# IC 1855
IC 1855 — галактика типу C (компактна галактика) у сузір'ї Овен.
Цей об'єкт міститься в оригінальній редакції індексного каталогу.